# Vistabella
Vistabella – gmina w Hiszpanii, w prowincji Saragossa, w Aragonii, o powierzchni 21,82 km². W 2011 roku gmina liczyła 52 mieszkańców.